# Den som är satt i skuld är icke fri
Den som är satt i skuld är icke fri: min berättelse om hur Sverige återfick sunda statsfinanser är en 239-sidig bok från 1997 skriven av Sveriges dåvarande statsminister Göran Persson tillsammans med Peeter-Jaan Kask. Den är utgiven av Bokförlaget Atlas i Stockholm med ISBN 91-89044-06-1 och ISBN 91-89044-22-3 (nyutgåva).
"Den som är satt i skuld är icke fri": budgetsanering för jobb och välfärd: om regeringens politik för att rädda landets ekonomi är också titeln på en 26-sidig skrift om statshushållning som utgavs av statsrådsberedningen 1997.